# توم كار
توم كار (بالإسبانية: Tom Carr)‏ هو نحات إسباني، ولد في 8 يناير 1956 في طراغونة في إسبانيا.

## وصلات خارجية
- الموقع الرسمي